# El Seis

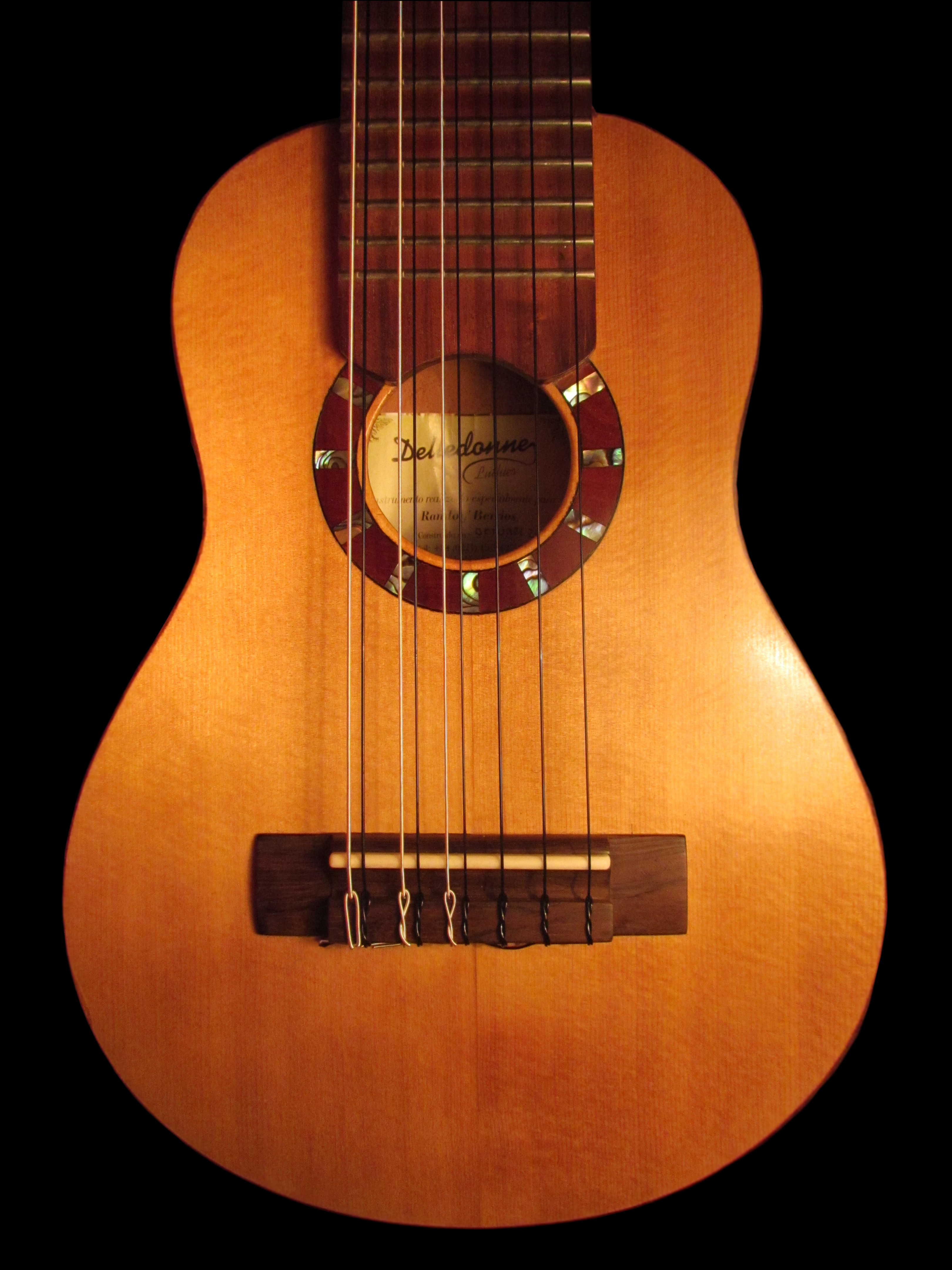
Vista frontal del Seis, donde se aprecia el detalle de la disposición de las cuerdas.

El Seis es un instrumento de cuerda creado por el ejecutante de instrumentos de cuerda y compositor boliviano Randolf Berrios, en La Paz, Bolivia.
El criterio fundamental de la estructura musical del instrumento es la división del diapasón en dos secciones claramente identificadas: La primera de tres órdenes de cuerda doble (afinadas con diferencia de una octava) y la segunda de tres órdenes encordados con cuerda simple.
El Seis se perfila como un instrumento a ser incluido en los grupos de música latinoamericana. Cuenta con un sonido diferente a instrumentos parecidos como la guitarra o el charango. Al poder ser manejado con comodidad, su ejecución puede ser aprendida con rapidez.
Según el creador del instrumento, la afinación es Si, Sol, Mi, Si, Sol, Re. Las pisadas no son totalmente desconocidas puesto que tiene cierta similitud a los intervalos de guitarra. El Seis tiene dos órdenes agudos más que en una guitarra.
El instrumento está registrado como propiedad intelectual en el SENAPI (Servicio Nacional de Propiedad Intelectual de Bolivia).
Trascendiendo las fronteras del país donde nace el instrumento, fue construido en Argentina por Mariano Delledonne, un reconocido maestro constructor de instrumentos.

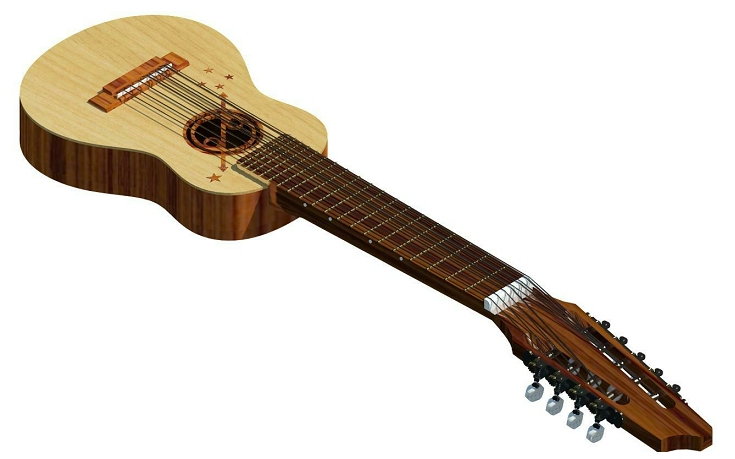
Vista superior de El Seis